# 薛顯
薛顯（1330年—1387年9月28日），徐州萧县人，明初军事将领。
最初趙均用占领徐州，让薛顯为元帅守卫泗州。趙均用死后，薛顯率领泗州投降，被授予親軍指揮，跟从朱元璋征战。南昌平定后，命薛顯跟从朱文正守卫。陳友諒进攻南昌时，薛顯守卫章江、新城，后派出精锐斩杀劉進昭、活捉副将趙祥，固守三个月得以解围。鄧仲謙占领新淦后无法被攻陷，薛顯征讨并斩杀，后升任江西行省參政。跟从徐达收复淮东、征讨张士诚。后跟从常遇春进攻湖州，后升任行省右丞。
之后跟从徐达进攻中原，攻克兗州、沂州、青州、濟州、東昌、棣州，樂安、衛輝、彰德、廣平、臨清、德州、长芦、通州、北平。后分守古北口，进攻大同，活捉喬右丞等人。进攻山西、保定，攻破七垛寨，追脫因貼木兒。后与陈友德率领三千人，攻下太原、追击擴廓。后与徐达会师平阳，招降杜旺等人。后抵达臨洮，追击元豫王等，取平涼。張良臣假装慶陽投降，薛顯纳降去，后張良臣晚上袭击薛顯营，后突击幸免。薛顯后围張良臣，此时韓扎兒进攻原州，以骚扰明朝军队。薛顯驻兵灵州，张良臣无援后战败。此后薛顯狂追賀宗哲到六盘山、追擴廓到塞外，从此陕西境内战事平息。
洪武三年，功臣赏罚，因为薛顯曾经擅杀胥吏、獸醫、火者、馬軍以及千戶吳富等人，封永城侯，被贬到海南。次年，朱元璋想念其，召其归还。予世券，食祿一千五百石（墓志称二千五百石:8）。此后跟随徐达征战漠北，屯田北平。
洪武二十年夏，朱元璋召还。八月十六日:8（癸亥，1387年9月28日），薛顯到山海关的时候去世，年五十八。贈永國公，諡桓襄。冬十月，安葬于钟山之阴:9。
薛显墓随着时间流失而失考。民国时，安徽省砀山县境内有薛显墓。1974年5月，考古发掘南京薛显墓，与李文忠墓相邻:6。

## 家庭
《明史·薛顯传》称薛顯無子。弟薛綱幼。洪武二十三年（1390年），因胡惟庸案追坐薛顯，以死不問，爵除。根据墓志，薛綱实是薛顯儿子。薛顯共有七子，依此是薛经、薛纹、薛纲、薛缨、薛纮、薛綖、薛绅。另有六个女儿:7—9。